# ETTU Cup 2010-2011
Navigation
ETTU Cup
2009-2010 ETTU Cup
2011-2012
L'ETTU Cup 2010-2011 prend cette saison une nouvelle dimension chez les Dames. En effet, l'ETTU, confrontée par la crise économique mondiale, a décidé en fin de saison dernière de suspendre la Ligue des Champions Dames pour cette année. De ce fait, l'ETTU Cup devient la seule compétition européenne pour toutes équipes féminines qualifiées à une quelconque place européenne l'année dernière.
Chez les hommes, elle garde le même format que les années précédentes.

## Section masculine

### Phase Finale
Prague , Grenzau , Levallois et Pontoise-Cergy , tous quatre reversés de la phase de poules de la Ligue des Champions, reçoivent pour les matchs retours. Les clubs français ont frappé un grand coup pour se qualifier dans le dernier carré puisque Levallois, Pontoise et Chartres (dont il s'agit là de la première participation en ETTU Cup) ont éliminé les trois derniers clubs allemands encore en lice dans la compétition. En demi-finales, Pontoise et Chartres s'affrontent pour une première finale européenne (Pontoise avait échoué en demi-finales en 2006) tandis que Igor Rubstov, avec Levallois, affronte ses anciens coéquipiers du Victoria Moscou., Privé de son leader, Pontoise est éliminé par les euréliens qui affronte leurs rivaux en championnat, Levallois. Ces derniers frappent un grand coup à Chartres au match aller en dominant leurs hôtes du jour 3-1. À ce moment, personne ne voit les protégés de Colin Toma venir privé les franciliens d'un premier doublé Coupe d'Europe-Championnat depuis 1995. Mais à la surprise générale, ce sont bien les euréliens qui infligent la première défaite de la saison à l'ogre français avec la manière 3-0. Chartres remporte l'ETTU Cup pour sa première aventure en Coupe d'Europe. Un exploit que seul Caen a réalisé en 1999 avec la première édition de la Ligue des Champions.
|  | Quarts de finale       | Quarts de finale                   |           |       | Demi-finales                     | Demi-finales                     |  |  | Finale                       | Finale                       |
|  | Quarts de finale       | Quarts de finale                   |           |       | Demi-finales                     | Demi-finales                     |  |  | Finale                       | Finale                       |
|  |                        |                                    |           |       |                                  |                                  |  |  |                              |                              |
|  | Retour le 11 mars 2011 | Retour le 11 mars 2011             |           |       | Aller le 1er avril 2011 à Moscou | Aller le 1er avril 2011 à Moscou |  |  | Aller le 29 avril à Chartres | Aller le 29 avril à Chartres |
|  | Retour le 11 mars 2011 | Retour le 11 mars 2011             |           |       | Aller le 1er avril 2011 à Moscou | Aller le 1er avril 2011 à Moscou |  |  | Aller le 29 avril à Chartres | Aller le 29 avril à Chartres |
|  | Sarrebruck             | 3 ; 2                              |           |       | Aller le 1er avril 2011 à Moscou | Aller le 1er avril 2011 à Moscou |  |  | Aller le 29 avril à Chartres | Aller le 29 avril à Chartres |
|  | Sarrebruck             | 3 ; 2                              |           |       | Aller le 1er avril 2011 à Moscou | Aller le 1er avril 2011 à Moscou |  |  | Aller le 29 avril à Chartres | Aller le 29 avril à Chartres |
|  | Levallois (vas)        | 2 ; 3                              |           |       | Aller le 1er avril 2011 à Moscou | Aller le 1er avril 2011 à Moscou |  |  | Aller le 29 avril à Chartres | Aller le 29 avril à Chartres |
|  | Levallois (vas)        | 2 ; 3                              | Levallois | 3 ; 2 |                                  |                                  |  |  | Aller le 29 avril à Chartres | Aller le 29 avril à Chartres |
|  | Retour le 11 mars 2011 |                                    | Levallois | 3 ; 2 |                                  |                                  |  |  | Aller le 29 avril à Chartres | Aller le 29 avril à Chartres |
|  |                        | Moscou                             | 0 , 3     |       |                                  |                                  |  |  | Aller le 29 avril à Chartres | Aller le 29 avril à Chartres |
|  | Moscou (vas)           | Moscou                             | 0 , 3     | 1 ; 3 |                                  |                                  |  |  | Aller le 29 avril à Chartres | Aller le 29 avril à Chartres |
|  | Moscou (vas)           |                                    |           | 1 ; 3 |                                  |                                  |  |  | Aller le 29 avril à Chartres | Aller le 29 avril à Chartres |
|  | Prague                 | 3 ; 1                              |           |       |                                  |                                  |  |  | Aller le 29 avril à Chartres | Aller le 29 avril à Chartres |
|  | Prague                 | 3 ; 1                              | Levallois | 3 ; 0 |                                  |                                  |  |  |                              |                              |
|  | Retour le 11 mars 2011 |                                    | Levallois | 3 ; 0 |                                  |                                  |  |  |                              |                              |
|  |                        | Chartres                           | 1 ; 3     |       |                                  |                                  |  |  |                              |                              |
|  | Chartres               | Chartres                           | 1 ; 3     | 3 ; 3 |                                  |                                  |  |  |                              |                              |
|  | Chartres               | Aller le 1er avril 2011 à Pontoise |           | 3 ; 3 |                                  |                                  |  |  |                              |                              |
|  | Grenzau                | 2 ; 0                              |           |       |                                  |                                  |  |  |                              |                              |
|  | Grenzau                | 2 ; 0                              | Chartres  | 3 ; 3 |                                  |                                  |  |  |                              |                              |
|  | Retour le 11 mars 2011 |                                    | Chartres  | 3 ; 3 |                                  |                                  |  |  |                              |                              |
|  |                        | Pontoise-Cergy                     | 1 ; 1     |       |                                  |                                  |  |  |                              |                              |
|  | Brême                  | Pontoise-Cergy                     | 1 ; 1     | 0 ; 3 |                                  |                                  |  |  |                              |                              |
|  | Brême                  |                                    |           | 0 ; 3 |                                  |                                  |  |  |                              |                              |
|  | Pontoise-Cergy         | 3 ; 1                              |           |       |                                  |                                  |  |  |                              |                              |
|  | Pontoise-Cergy         | 3 ; 1                              |           |       |                                  |                                  |  |  |                              |                              |

- L'équipe championne est composée  : Pär Gerell, Gao Ning et Damien Éloi

## Section féminine
LA finale 2010-2011 oppose deux des six équipes participantes de la dernière Ligue des Champions, remportée justement par les néerlandaises d'Heerlen. Ces dernières arrivent pour la première fois dans l'histoire du club en finale de la "nouvelle première" Coupe d'Europe, devenue cette année uniquement la seule coupe européenne à la suite de la décision de l'ETTU de ne pas organiser la Ligue des Champions jugée trop chère pour le peut de club participants à cette dernière. Pour Berlin, il s'agit de la cinquième finale du club après les victoires en 2002, 2004 et 2007 et la finale perdue de 2006. Pour la première fois également depuis trois ans, avec autant d'échecs, le KTS Tarnobrzeg ne participe pas à la finale tout comme l'UCAM Cartagène, double tenantes du titre éliminées en quart de finale par le surprenant club du Lys-lez-Lannoy.

### Phase Finale
Note : les équipes citées en premiers ci-dessous reçoivent au match aller.
|  | Quarts de finale                   | Quarts de finale                 |                |       | Demi-finales                    | Demi-finales                    |  |  | Finale                          | Finale                          |
|  | Quarts de finale                   | Quarts de finale                 |                |       | Demi-finales                    | Demi-finales                    |  |  | Finale                          | Finale                          |
|  |                                    |                                  |                |       |                                 |                                 |  |  |                                 |                                 |
|  | Retour le 11 mars 2011             | Retour le 11 mars 2011           |                |       | Aller le 1er avril 2011 à Lille | Aller le 1er avril 2011 à Lille |  |  | Aller le 29 avril 2011 à Berlin | Aller le 29 avril 2011 à Berlin |
|  | Retour le 11 mars 2011             | Retour le 11 mars 2011           |                |       | Aller le 1er avril 2011 à Lille | Aller le 1er avril 2011 à Lille |  |  | Aller le 29 avril 2011 à Berlin | Aller le 29 avril 2011 à Berlin |
|  | Heerlen                            | 3 ; 3                            |                |       | Aller le 1er avril 2011 à Lille | Aller le 1er avril 2011 à Lille |  |  | Aller le 29 avril 2011 à Berlin | Aller le 29 avril 2011 à Berlin |
|  | Heerlen                            | 3 ; 3                            |                |       | Aller le 1er avril 2011 à Lille | Aller le 1er avril 2011 à Lille |  |  | Aller le 29 avril 2011 à Berlin | Aller le 29 avril 2011 à Berlin |
|  | Fenerbahçe SK                      | 2 ; 1                            |                |       | Aller le 1er avril 2011 à Lille | Aller le 1er avril 2011 à Lille |  |  | Aller le 29 avril 2011 à Berlin | Aller le 29 avril 2011 à Berlin |
|  | Fenerbahçe SK                      | 2 ; 1                            | Lys-lez-Lannoy | 1 ; 1 |                                 |                                 |  |  | Aller le 29 avril 2011 à Berlin | Aller le 29 avril 2011 à Berlin |
|  | Retour le 11 mars 2011 à Cartagène |                                  | Lys-lez-Lannoy | 1 ; 1 |                                 |                                 |  |  | Aller le 29 avril 2011 à Berlin | Aller le 29 avril 2011 à Berlin |
|  |                                    | Heerlen                          | 3 ; 3          |       |                                 |                                 |  |  | Aller le 29 avril 2011 à Berlin | Aller le 29 avril 2011 à Berlin |
|  | Lys-lez-Lannoy                     | Heerlen                          | 3 ; 3          | 3 ; 2 |                                 |                                 |  |  | Aller le 29 avril 2011 à Berlin | Aller le 29 avril 2011 à Berlin |
|  | Lys-lez-Lannoy                     |                                  |                | 3 ; 2 |                                 |                                 |  |  | Aller le 29 avril 2011 à Berlin | Aller le 29 avril 2011 à Berlin |
|  | Cartagène                          | 1 ; 3                            |                |       |                                 |                                 |  |  | Aller le 29 avril 2011 à Berlin | Aller le 29 avril 2011 à Berlin |
|  | Cartagène                          | 1 ; 3                            | Heerlen        | 3 ; 3 |                                 |                                 |  |  |                                 |                                 |
|  | Retour le 11 mars 2011             |                                  | Heerlen        | 3 ; 3 |                                 |                                 |  |  |                                 |                                 |
|  |                                    | Berlin                           | 1 ; 2          |       |                                 |                                 |  |  |                                 |                                 |
|  | Berlin                             | Berlin                           | 1 ; 2          | 3 ; 1 |                                 |                                 |  |  |                                 |                                 |
|  | Berlin                             | Aller le 1er avril 2011 à Berlin |                | 3 ; 1 |                                 |                                 |  |  |                                 |                                 |
|  | SVS Strock                         | 0 ; 3                            |                |       |                                 |                                 |  |  |                                 |                                 |
|  | SVS Strock                         | 0 ; 3                            | Berlin         | 1 ; 3 |                                 |                                 |  |  |                                 |                                 |
|  | Retour le 11 mars 2011             |                                  | Berlin         | 1 ; 3 |                                 |                                 |  |  |                                 |                                 |
|  |                                    | Tarnobrzeg                       | 3 ; 0          |       |                                 |                                 |  |  |                                 |                                 |
|  | Vladivostok                        | Tarnobrzeg                       | 3 ; 0          | 1 ; 2 |                                 |                                 |  |  |                                 |                                 |
|  | Vladivostok                        |                                  |                | 1 ; 2 |                                 |                                 |  |  |                                 |                                 |
|  | Tarnobrzeg                         | 3 ; 3                            |                |       |                                 |                                 |  |  |                                 |                                 |
|  | Tarnobrzeg                         | 3 ; 3                            |                |       |                                 |                                 |  |  |                                 |                                 |